# Divisione No. 18 (Saskatchewan)
La Divisione No. 18 è una divisione censuaria del Saskatchewan, Canada di 33 919 abitanti. Si tratta della divisione più settentrionale e più estesa della provincia.

## Comunità
- Air Ronge
- Beauval
- Buffalo Narrows
- Creighton
- Cumberland House
- Denare Beach
- Île-à-la-Crosse
- La Loche
- La Ronge
- Pelican Narrows
- Pinehouse
- Sandy Bay